# Avalon Beach

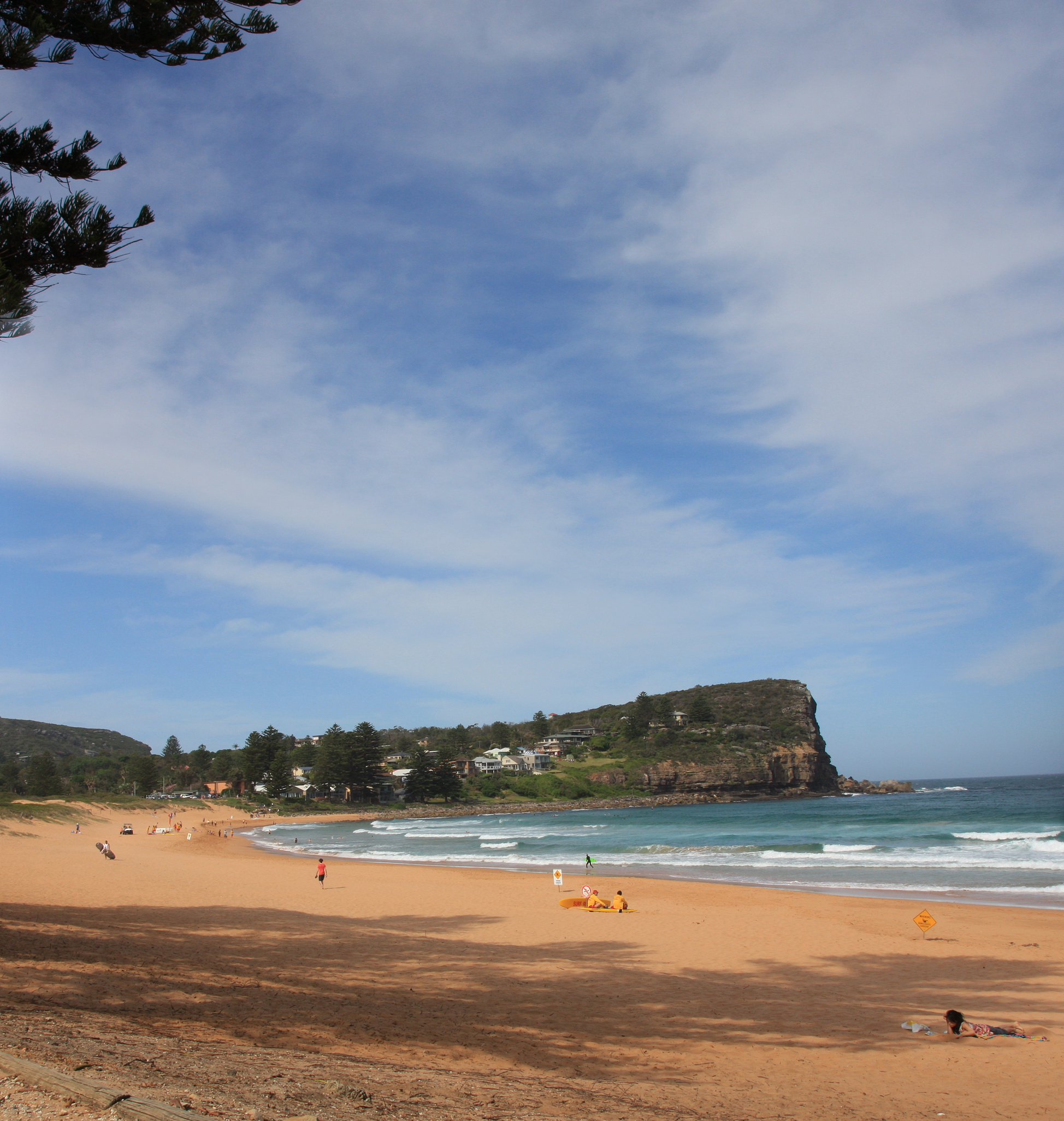
Vista di Avalon Beach verso nord.

Avalon Beach è un sobborgo costiero situato 37 km a nord di Sydney, nello Stato del Nuovo Galles del Sud in Australia. Fa parte della Municipalità di Pittwater nella regione delle Spiagge settentrionali. L'area è conosciuta come Avalon, in quanto il toponimo Avalon Beach è stato assegnato solo recentemente, nel 2012, a seguito di un cambiamento nei confini della regione di Pittwater.
Anticamente, la zona di Pittwater e delle Spiagge settentrionali era chiamata Guringai ed era abitata dagli aborigeni Garigal, o Caregal, dediti principalmente alla pesca. Il primo colono europeo ad ottenere dei terreni in questa zona fu John Farrell nel 1827 (60 acri), mentre il nome attuale, derivato da quello dell'isola leggendaria di Avalon, venne scelto nel 1921 da Arthur J. Small.